# Eucharidema euanthes
Eucharidema euanthes là một loài bướm đêm trong họ Geometridae.